# Наодинці (2020)
Наодинці (англ. Alone) — американський фільм жахів 2020 року, режисером якого став Джонні Мартін, а головні ролі виконали Тайлер Поузі та Дональд Сазерленд. Фільм розповідає про молодого чоловіка, який забарикадується у своїй квартирі під час зомбі-апокаліпсиса. Фільм випущений 16 жовтня 2020 року. У Великій Британії вийшов під назвою «Останні дні».

## Сюжет
Одного ранку молодий чоловік, на ім'я Ейден, прокидається після зустрічі з випадковою жінкою. За межами його квартири починає відбуватися спалах насильства, коли всі стають жертвами інфікованих людей, яких називають «Кричущими». Один із сусідів, Брендон, заходить до Ейдена після того, як його покусав його співмешканець. Ейден погрожує Брендону кухонним ножем, щоб той залишив його, помітивши рану на потилиці. Згодом Брендон починає перетворюватися на «Кричущого», але Ейден встиг вивести його зі своєї квартири до того, як зміни стануть незворотними.
По телевізору Ейден дізнається, що вірус передається через укуси та подряпини. Симптоми інфекції включають кровоточиві очі, лють, канібалізм, нелюдські крики та повторення останніх слів перед перетворенням. «Кричущі» усвідомлюють, що вони роблять, але не можуть зупинитися. Повторення своїх останніх слів є спробою закликати когось зупинити їх. Ейден намагається зв'язатися з родиною, але зв'язок на його телефоні відсутній. Він отримує лише текстові повідомлення від батька, в яких повідомляється, що його сестра втекла, але вони втратили зв'язок з нею. Батьки Ейдена намагаються зв'язатися з ним, але мають проблеми. Останнє повідомлення від батька вказує Ейдену залишатися живим і не покидати свою квартиру до їхнього приїзду.
Ейден виконує вказівки батька й ізолюється у квартирі. З часом він позначає дні на дзеркалі у ванній, веде відеощоденники на своєму ноутбуці й намагається зайняти себе. Зрештою він починає відчувати голод, вода в будинку відключена, і він починає галюцинувати про своїх батьків. Однак одного разу «Кричущий» пробирається до його квартири через вентиляційні канали. Ейден бореться з ним бейсбольним кийком і скидає тіло з балкона, закриваючи вентиляцію, через яку «Кричущий» потрапив.
Через голосову пошту від матері Ейден дізнається, що його батьки загинули, ховаючись від «Кричущих». У розпачі Ейден намагається заподіяти собі смерть. Але в момент, коли він готовий повіситися, він бачить жінку на балконі навпроти — вона здається нормальною людиною. Віднайшовши надію, Ейден скасовує спробу суїциду. Наступного ранку він зв'язується з нею, використовуючи підготовлені картки з написами, і дізнається, що її звуть Єва. Вони заводять дружбу, і Ейден пропонує їй свою запасну пляшку води. Пізніше він отримує ключі Брендона та забирає решту їжі та спорядження для скелелазіння, щоб допомогти Єві, навіть знайшовши рації, щоб вони могли спілкуватися.
Вони вирішують, що Єві треба втекти до квартири Ейдена після того, як орда «Кричущих» увірвалася до її житла. Ейден спочатку проходить через вентиляційні канали, щоб знайти більше припасів. Ейден потрапляє в кімнату, заповнену їжею. Єва попереджає його покинути кімнату, оскільки вона забарикадована зсередини, і тут хтось залишається. Ейден знаходить Едварда, літнього чоловіка, який потрапив у кімнату перед ним, після того, як власник наклав на себе руки. Едвард б'є Ейдена бейсбольною биткою, коли той виявив необережність.
Едвард зв'язує Ейдена в спальні, щоб принести його в жертву своїй жінці, яка вже перетворилася. Ейдена рятує Єва, зв'язавшись по радіо та відволікши Едварда, що дає йому можливість втекти й віддати Едварда його жінці. Він забирає свої речі та тікає до своєї кімнати, спускається з балкона на землю за допомогою саморобного каната з простирадл, бореться з «Кричущими» і досягає Єви. Вони обоє б'ються за те, щоб повернутися до квартири Ейдена, і Єва входить першою, в той час, як Ейден бореться з «Кричущим». Він повертається в крові, але вважає, що інфікований, коли на його сорочці з'являється кров. Він збирається стрибнути з балкона, щоб не перетворитися і не вбити Єву, яка благає його не залишати її. Після того, як він знімає сорочку, вони обоє радіють, побачивши, що укусу немає, і Ейден не перетвориться. Вони барикадують двері квартири холодильником і обіцяють вижити разом до кінця.

## Акторський склад
- Тайлер Поузі — Ейден[7]
- Дональд Сазерленд — Едвард[7]
- Саммер Спіро — Єва[7]
- Роберт Річард — Брендон[7]
- Джон Позі(інші мови) — тато Ейдена[8]
- Ерік Етебарі(інші мови) — Джек Браян
- Мая Керін(інші мови) — медичний аналітик[9]

## Випуск
Фільм випущений через відео на вимогу 16 жовтня 2020 року, а на DVD та Blu-ray — 20 жовтня 2020 року.

## Оцінки
Вебсайт-агрегатор рецензій Rotten Tomatoes опитав вісім критиків і, класифікуючи рецензії як позитивні чи негативні, оцінив два з них як позитивні і шість як негативні, що дало рейтинг 25 %. Серед рецензій середній бал склав 4,8/10. На IMBD фільм має оцінку 5.1 з 10 на основі 5000 відгуків.